# 陆福宜
陆福宜（？—？），泰兴人，是一名清朝政治人物。监生出身。
陆福宜曾于乾隆八年接替林兴泗任福州府知府一职，乾隆九年由徐惟垣接任。